# Giulio Camber
Giulio Camber (Trieste, 9 novembre 1953) è un politico italiano, ex senatore di Forza Italia e del Popolo della Libertà nonché ex deputato della Lista per Trieste, eletto come indipendente nelle file del Partito Socialista Italiano.

## Biografia
Giulio Camber ha iniziato la sua carriera politica sin dagli anni di liceo nelle file della destra integralista cattolica. Vicino alla Giovane Italia, movimento giovanile del Movimento Sociale Italiano, fu esponente ad inizio anni Settanta del GIAD (Gioventù Anni Duemila), movimento cattointegralista che si opponeva alla legge sul divorzio e contrastava con l'aiuto della Chiesa le battaglie radicali per i diritti civili.
A capo della corrente di destra del movimento autonomista Lista per Trieste (che vedeva allora l'anima liberale nella persona di Manlio Cecovini e l'anima socialista nella persona di Gianni Giuricin), riuscì nella scalata sino a diventare leader del Movimento. Bettino Craxi, nell'ottica di attirare nel progetto di Unità Socialista le autonomie, propose che quel patto di "ospitalità" che già la Lista per Trieste aveva avuto dal PLI e dal PSI per i candidati Cecovini, Giuricin e Gruber Benco a precedenti politiche, si ripetesse nel 1987 con Giulio Camber che quindi fu candidato nella lista del PSI a Trieste come "indipendente".
Venne eletto per la prima volta deputato, diventando inoltre sottosegretario alla Marina Mercantile del Governo Amato. 
Durante quei giorni egli rilasciò un'intervista all'emittente privata triestina Telequattro durante la quale disse "Siamo scesi dall'autobus puzzolente del PSI". È rimasto deputato fino al 1994; passato con Silvio Berlusconi, alle elezioni del 1996 è stato eletto al Senato, venendo poi rieletto diverse volte, rimanendo al Senato dalla XIII fino alla XVI legilatura, dapprima con FI e per l'ultima legislatura con il Pdl.

## Controversie e vicende giudiziarie
Personaggio discusso della politica triestina, il 4 novembre 2008 è stato condannato in via definitiva per millantato credito. La Cassazione ha infatti stabilito che il senatore, nel 1994, si fece dare cento milioni di lire dalla banca Tržaška Kreditna Banka che era sull'orlo del fallimento. L'avvocato, all'epoca deputato di Forza Italia, aveva intascato la somma dicendo che gli serviva per "comprare il favore di pubblici ufficiali" negli "ambienti romani" ed evitare il commissariamento dell'istituto di credito. La sentenza stabilisce otto mesi di carcere e 300 euro di multa sospesi con la condizionale. Il reato è "derubricato" e quindi non verrà attivata la procedura per il decadimento dall'incarico parlamentare.